# Jayton
Jayton é uma cidade localizada no estado norte-americano de Texas, no Condado de Kent.

## Demografia
Segundo o censo norte-americano de 2000, a sua população era de 513 habitantes.
Em 2006, foi estimada uma população de 443, um decréscimo de 70 (-13.6%).

## Geografia
De acordo com o United States Census Bureau tem uma área de
4,4 km², dos quais 4,4 km² cobertos por terra e 0,0 km² cobertos por água.

## Localidades na vizinhança
O diagrama seguinte representa as localidades num raio de 48 km ao redor de Jayton.